# Neuenhöhe
Neuenhöhe is een plaats in de gemeente Wermelskirchen in het Rijnland in Noordrijn-Westfalen in Duitsland. Neuenhöhe is plaats waar van oorsprong Limburgs gesproken wordt. Neuenhöhe ligt aan de Uerdinger Linie. Neuenhöhe ligt ten noorden van het centrum van Wermelskirchen.